# Crash Reporter
Crash Reporter — стандартний оповідач про збої в Mac OS X. Може надсилати логи помилок та збоїв для перегляду до інженерів Apple Inc..
Має 3 режими операцій:
- Basic — режим за умовчанням. Репортується тільки про крахи застосунків, діалог не містить ніякої діагностичної інформації.
- Developer — на додачу до інформації про крах застосунку, є інформація про крахи фонових та системних процесів.
- Server — за умовченням на системах з Mac OS X Server. Репорти не показуються користувачу. (Хоча репорти при цьому логуються)
- None — Виключає діалоги помилок. Репорти не логується і не показуються.